# Stygonitocrella insularis
Stygonitocrella insularis är en kräftdjursart som först beskrevs av Michiya Miura 1972.  Stygonitocrella insularis ingår i släktet Stygonitocrella och familjen Ameiridae. Inga underarter finns listade i Catalogue of Life.